# Her Interactive
Her Interactive (до 1995 року — у складі American Laser Games) — американська компанія, що займається розробкою відеоігор. Штаб-квартира підприємства розташовується у Белв'ю, Вашингтон. Her Interactive розробила чимало відеоігор про дівчину-детектива Ненсі Дрю, головну героїню творів Едварда Стратемеєра, за що й стала всесвітньо відомою. Внаслідок чого, компанії вдалося продати понад 9 мільйонів копій відеоігор про Ненсі Дрю.
З вересня 2014 року компанію очолює Пенні Міллікен, яка працює в Her Interactive з 2003 року. До цього, посаду головного виконавчого директора обіймав Стюарт Молдер, який очолив компанію в травні 2011-го.

## Історія
Компанія була заснована як підрозділ American Laser Games під назвою "Games for Her Interactive" у травні 1995 р. Її першою назвою була McKenzie & Co. Після досягнення певного початкового успіху компанія стала незалежною від American Laser Games і зрештою викупила свою колишню материнську компанію. Наприкінці 1990-х років її Interactive переїхала до Белльвью, штат Вашингтон. З 1998 року компанія розробила 33 гри в серії пригодницько-містичних ігор про Ненсі Дрю, зокрема Nancy Drew: Codes & Clues, яка заохочує дівчат до вивчення кодування.
Стюарт Молдер став генеральним директором у травні 2011 року з метою диверсифікації джерел фінансування компанії. Він залишив компанію у 2014 році. Того ж року його замінила Пенні Міллікен. Остання частина серії ігор про Ненсі Дрю, "Ненсі Дрю: Північ у Салемі", зазнала численних затримок із запланованим на кінець 2015 року випуском, частково через звільнення значної частини персоналу. В офіційному оголошенні, зробленому HER, зазначалося, що реліз гри заплановано на 19 листопада 2019 року. Однак її було відкладено, і нарешті вона вийшла 3 грудня 2019 року, отримавши змішані відгуки.
У квітні 2023 року компанія оголосила, що наразі розробляється нова гра про Ненсі Дрю, опублікувавши кілька тизерів у своїх соціальних мережах.

## Розроблені відеоігри
На даний період часу займаються розробкою ігр для дівчат Ненсі Дрю.
Nancy Drew: Secrets Can Kill
Nancy Drew: Stay Tuned for Danger
Nancy Drew: Message in a Haunted Mansion
Ненсі Дрю: Скарб королівської вежі
Nancy Drew: The Final Scene